# Henri van Lerven
Henri van Lerven (Den Haag, 28 februari 1875 - Arnhem, 17 september 1954) was een kunstenaar, kunstminnaar, kunsthandelaar en ondernemer.

## Levensloop
Henri van Lerven was zeer begaafd, hij was niet alleen kunstenaar maar ook chemicus op wiens naam meerdere patenten stonden. Hij was muzikaal en een goede schaker.
Zijn carrière begon hij als bankbediende maar al snel koos hij voor de kunst.
Hij was lid van De Geldersche Broederschap (Vrijmetselarij) van Arnhem en hield daar in 1913 een werkstuk (lezing) met als onderwerp: Kunst in verband met de Vrijmetselarij.
Vanaf zijn jonge jaren schilderde hij en hij maakte gedurende zijn leven een belangrijk en uitgebreid oeuvre van tekeningen, olieverf- en aquarelschilderijen. In 1921 debuteerde hij bij Artibus Sacrum aan de Korenmarkt op een tentoonstelling van werken van de leden met drie landschappen in zwart krijt.
Van Lerven had een kunsthandel in Arnhem, in kunstzaal Gerbrandts op hoek van de Grote Oord en later in de Bakkerstraat. Hij introduceerde daar onbekende schilders door hun werk te tonen en te verkopen, bijvoorbeeld Johannes Theodorus (Jan) Toorop, Bernardus Antonius Maria Janssen ( Arnhem 9 okt. 1874 - Rheden, 6 febr. 2006), Rie Cramer, de toen (1912) hypermoderne schilders zoals de expressionist Wassily Kandinsky en de cubist Henri Le Fauconnier.
Ook slaagde hij er in Th. A.C. Colenbrander, nog op hoge leeftijd, tot nieuwe ontwerpen te inspireren. Hij ontdekte de mysticus Dirk Ocker (Amsterdam, 9 aug. 1882 - 19 dec. 1958) aan de Plasmolen en zijn verdroomde kunst.
In 1921 was hij mede-oprichter en de eerste directeur van de plateelbakkerij Ram in Arnhem, hij ontwierp voor de Ram vele serviezen.
Hij maakte deel uit van de groep Veluweschilders en heeft op latere leeftijd veel landschappen van de midden-Veluwe in Oost-Indische inkt en aquarellen gemaakt, vooral in deze laatste techniek bereikte hij een hoogtepunt.Zijn Heidegezichten zijn erg bekend geworden. Hij werd mede geïnspireerd door het werk van Vincent van Gogh. Ook verzorgde hij rondleidingen bij het Arnhems museum en gaf cursussen aan jongeren.
In 1950, ter gelegenheid van zijn 75e verjaardag, werd een uitgebreide tentoonstelling van zijn werk gehouden ten huize van zijn zoon.
Op latere leeftijd verhuisde hij naar de Nicolaas Maasstraat in Oosterbeek waar hij op 17 januari 1954 overleed. De begrafenis werd volgens de maçonnieke ritus gehouden.

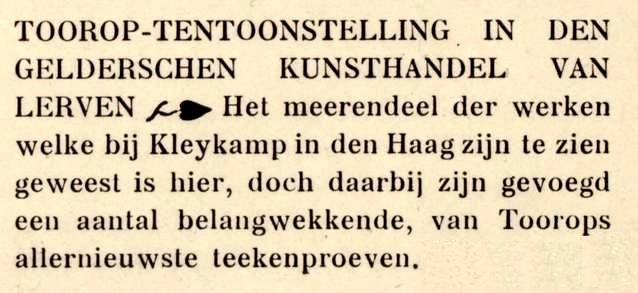
expositie Toorop
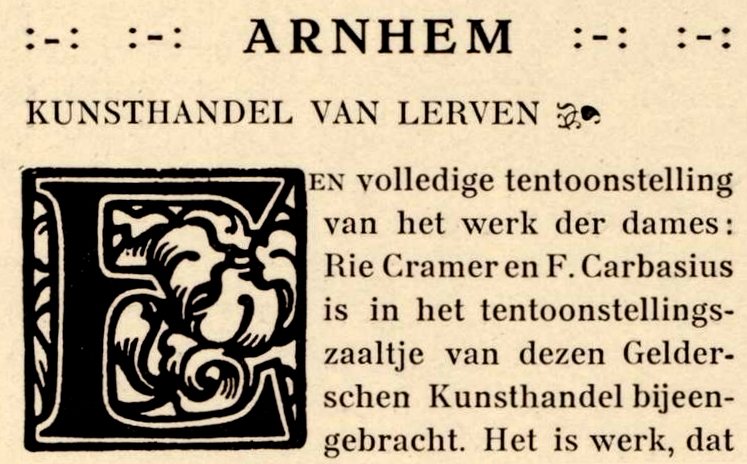
expositie Rie Cramer
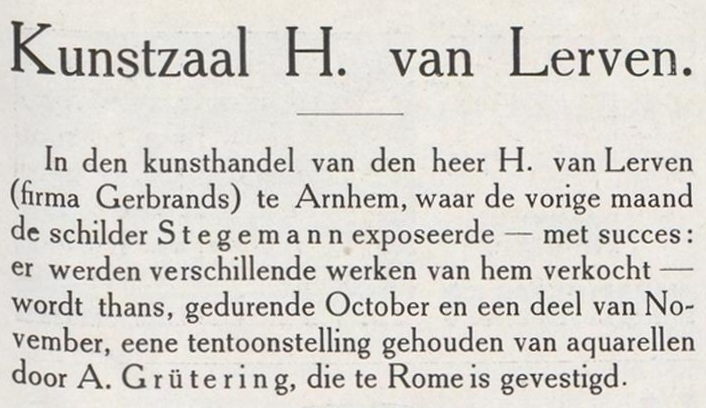
expositie Stegemann
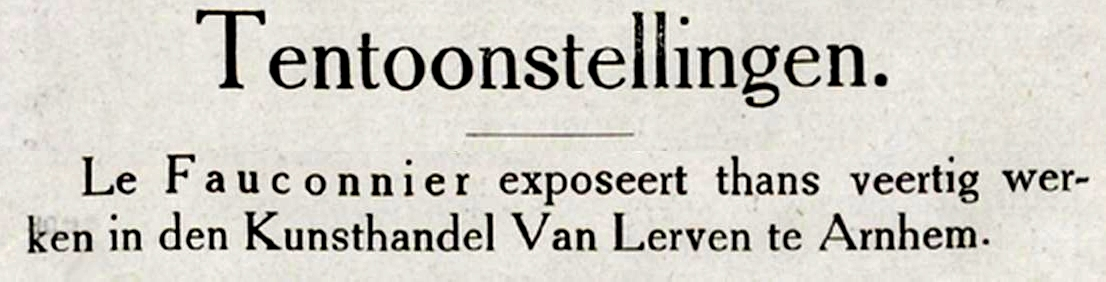
expositie Le Fauconnier
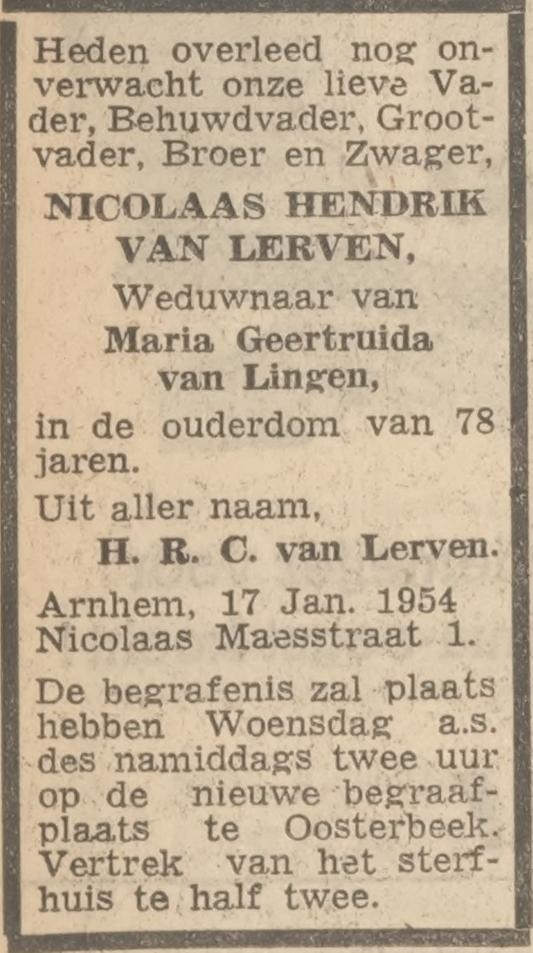
Overlijden Henri van Lerven

### Persoonlijk
Van Lerven was sinds 18 mei 1904 gehuwd met Maria Geertruida (Mien) van Lingen (Bloemendaal, 19 aug. 1881 - Arnhem, 9 dec. 1942). Ze kregen een zoon Henri René Caspar (2 apr. 1909) en een dochter Helena Arnolda (25 okt. 1911).
De jongste broer van Henri, Geerard Johan (Gerard) van Lerven was eveneens een bekende kunstenaar.

## Oeuvre (selectie)
Op het internet zijn nog steeds honderden werken te vinden. Een kleine greep hieruit:
- 1917, Vroeg voorjaar, Olieverf op paneel.
- 1920, Veluws landschap, olieverf op karton.
- 1924, Lente, olieverf op linnen.
- 1925, Paddenstoelen, keramiek, Ram.
- 1925, Set van 12 aardewerk messenleggers, Ram.
- 1925, Landschap met kippen bij woning, olieverf op linnen.
- 1928, servies, expositie Neneijto in Rotterdam.
- 1930, Aquarel, Heidegezicht met bomen.
- 1940, Lente in Brabant (Sint Oedenrode), olieverf op linnen.
- 1950, Heidelandschap met kraaien, olieverf op linnen, pointillistisch.
- 1953, Grijze Dag, olieverf op linnen.

Mei/juni 1989 was er een veiling bij het Arnhems Veilinghuis waar onder andere 24 schilderijen, 10 aquarellen en 5 mappen met aquarellen en tekeningen van de Arnhemse kunstschilder Henri van Lerven werden verkocht.